# جاك ستيوارت (فلاح)
جاك ستيوارت (بالإنجليزية: Jack Stewart)‏ هو فلاح أسترالي، ولد في 15 أبريل 1912 في برث في أستراليا، وتوفي في 5 نوفمبر 1998 في Myaree, Western Australia ‏ في أستراليا.